# Joachim Koch (Bildhauer)

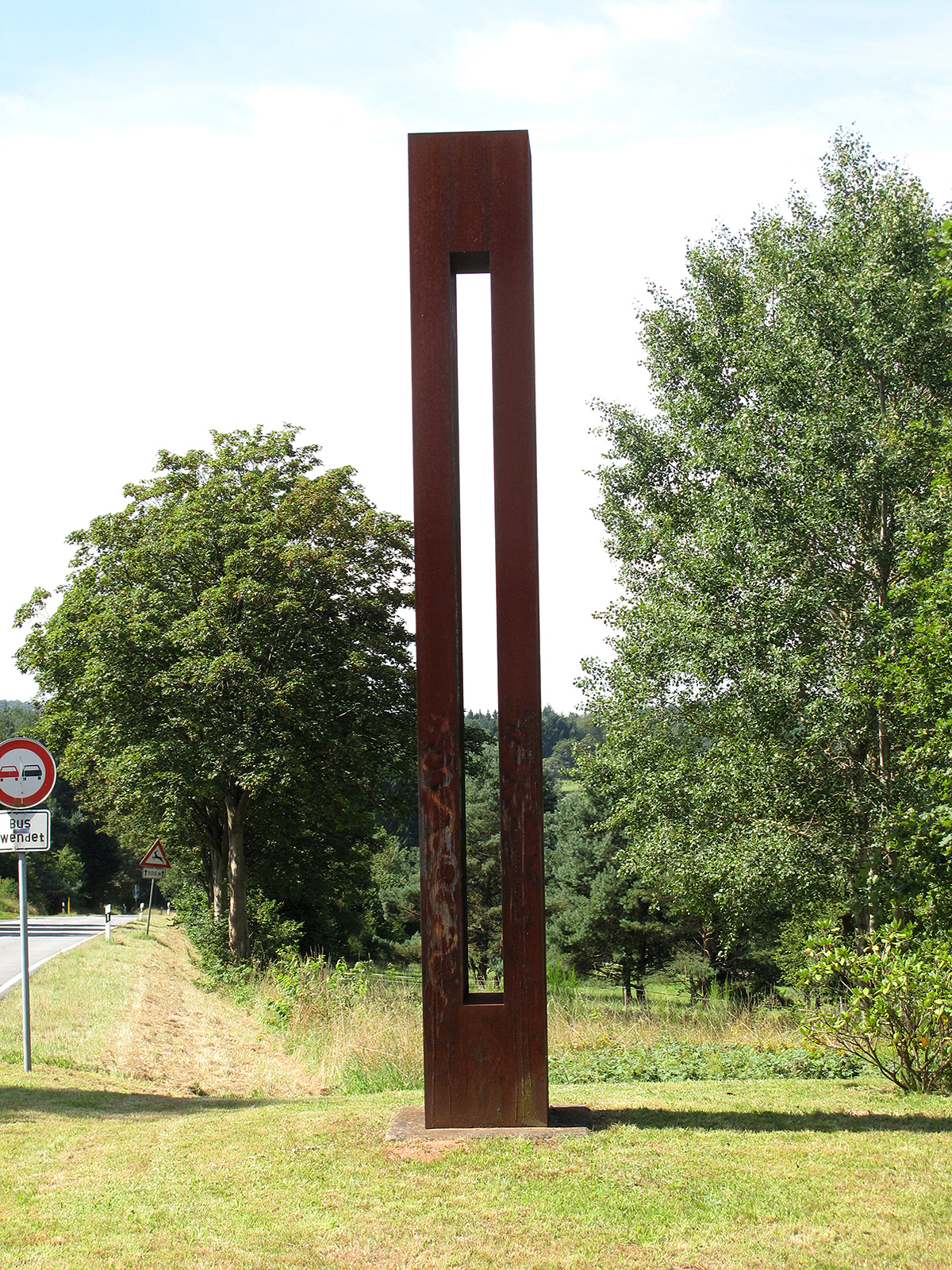
Skulptur Peilung (1996) von Joachim Koch am Skulpturenweg Trippstadt-Stelzenberg

Joachim Koch (* 11. Februar 1949 in Stirn) ist ein deutscher bildender Künstler.

## Leben und Werk
Koch schloss zunächst 1966 eine Lehre als Stuckateur und Maler ab. Von 1967 bis 1972 studierte er an der Folkwangschule für Gestaltung in Essen. Seit 1974 ist er freischaffend als Bildhauer tätig. 1978 erhielt er durch Vermittlung des Kulturkreises im BDI eine Arbeitsmöglichkeit bei der Stahlbaufirma Noell, Würzburg. Bereits 1979 ist Koch an der Ausstellung Forum Junger Kunst in Mannheim und 1981 bei Junger Westen in Recklinghausen beteiligt. 1993/94 nahm er einen Lehrauftrag am Fachbereich Gestaltung der Fachhochschule Würzburg-Schweinfurt wahr. Koch lebt und arbeitet in Kleinrinderfeld bei Würzburg.
Kochs Werk steht in der Tradition der konkreten Kunst. Seine Arbeiten sind von geometrischen Grundformen geprägt, die in lapidarer Eindringlichkeit zueinander in Bezug gesetzt werden. Nicht wenige seiner Werke beziehen ihre Wirkung dabei aus einem Überraschungsmoment in der Konstruktion, das sich erst dem zweiten Blick offenbart.

„Durchgehend ist die nüchterne Eleganz, die Kochs mit asketischer Strenge geformten Arbeiten auszeichnet.“

„Joachim Koch erarbeitet Skulpturen, auf ihre Stimmigkeit, Spannung und Lesbarkeit zielend. Die Arbeiten entstehen selten im ersten Anlauf, meist führen Umwege zum Ziel. Durch Zeitaufwand, Zeitlassen und Hartnäckigkeit kommt er zu einem Ergebnis, dem man die Anstrengung nicht ansehen muss. Es ist ein Pendeln zwischen Gefühl und Verstand.“

„Seine Plastiken zeichnen sich durch klare, oft geometrische Formen, handwerkliche Perfektion und äußerste Präzision aus, die „auch Widerstand (...) gegen den alltäglichen Material- und Bedeutungsverschleiß“ darstellen.“

## Preise und Würdigungen
- 1971 Folkwangpreis[3]
- 1980 Förderpreis des Landes Bayern[1]
- 1996 Kulturpreis der Stadt Würzburg[4]
- 2011 Kunstpreis Sparkasse Kaiserslautern (2. Preis)

## Einzelausstellungen (Auswahl)
- 1978 Otto-Richter-Halle, Würzburg
- 1983 Städtische Sammlungen, Schweinfurt
- 1985 Städtische Galerie Würzburg (mit H.J. Freund)
- 1986 Städtische Galerie, Villingen-Schwenningen
- 1991 Point de vue, Fotoausstellung, Städtische Galerie, Würzburg;[5] Kunstverein Bamberg, Villa Dessauer
- 2006 Fruchthalle, Kaiserslautern; BBK-Galerie im Kulturspeicher Würzburg
- 2009 Kunstverein Würzburg, Arte Noah
- 2012 Human Solutions GmbH, Kaiserslautern (mit Ullrich Wagner)
- 2024 Kunstverein Langenfeld

## Werke im öffentlichen Raum (Auswahl)
- 1978 Edelstahlfigur. Staatliche Realschule, Höchberg
- 1979 Edelstahlfigur. Physikalisches Institut, Universität Würzburg
- 1982 Leonhard Frank - Feder. Parkanlage am Hubland, Würzburg
- 1986 Ohne Titel. Polizeiinspektion Schweinfurt
- 1987 Ohne Titel, Corten-Stahl, 2,50 m hoch, 5 t schwer, Amtsgericht Kitzingen. Kunst am Bau, eingeladener Wettbewerb und Auftrag des Landbauamts Würzburg, nach einem Modell in Holz.
- 1990 Ohne Titel. Landesgartenschau-Gelände, Würzburg
- 1990 Ohne Titel. Amt für Ernährung, Landwirtschaft und Forsten, Würzburg
- 1993 Ohne Titel. Frauengasse, Schweinfurt-Zürch
- 1996 Peilung. Skulpturenweg Trippstadt-Stelzenberg
- 1997 Ohne Titel. Bayerisches Landesamt für Statistik und Datenverarbeitung, Schweinfurt
- 2005 Kubus. Fachhochschule Aschaffenburg[6]
- 2014 Ohne Titel. Randersackerer Straße / B19, Würzburg
- 2016 Ohne Titel. Standort: Kreisverkehr Zeller Bock, Würzburg

## Werke in öffentlichen Sammlungen (Auswahl)
- Museum im Kulturspeicher, Würzburg
- Museum Pfalzgalerie Kaiserslautern
- Museum Neu-Ulm
- Stiftung Insel Hombroich, Neuss, Sammlung Dr. Volker Kahmen, Kirkeby-Haus 2